# Zalophus
Zalophus is een geslacht uit de familie van de oorrobben.

## Soorten2
Het geslacht kent de volgende soorten:
- Zalophus californianus – Californische zeeleeuw
- †Zalophus japonicus – Japanse zeeleeuw
- Zalophus wollebaeki – Galapagoszeeleeuw

## Afbeeldingen

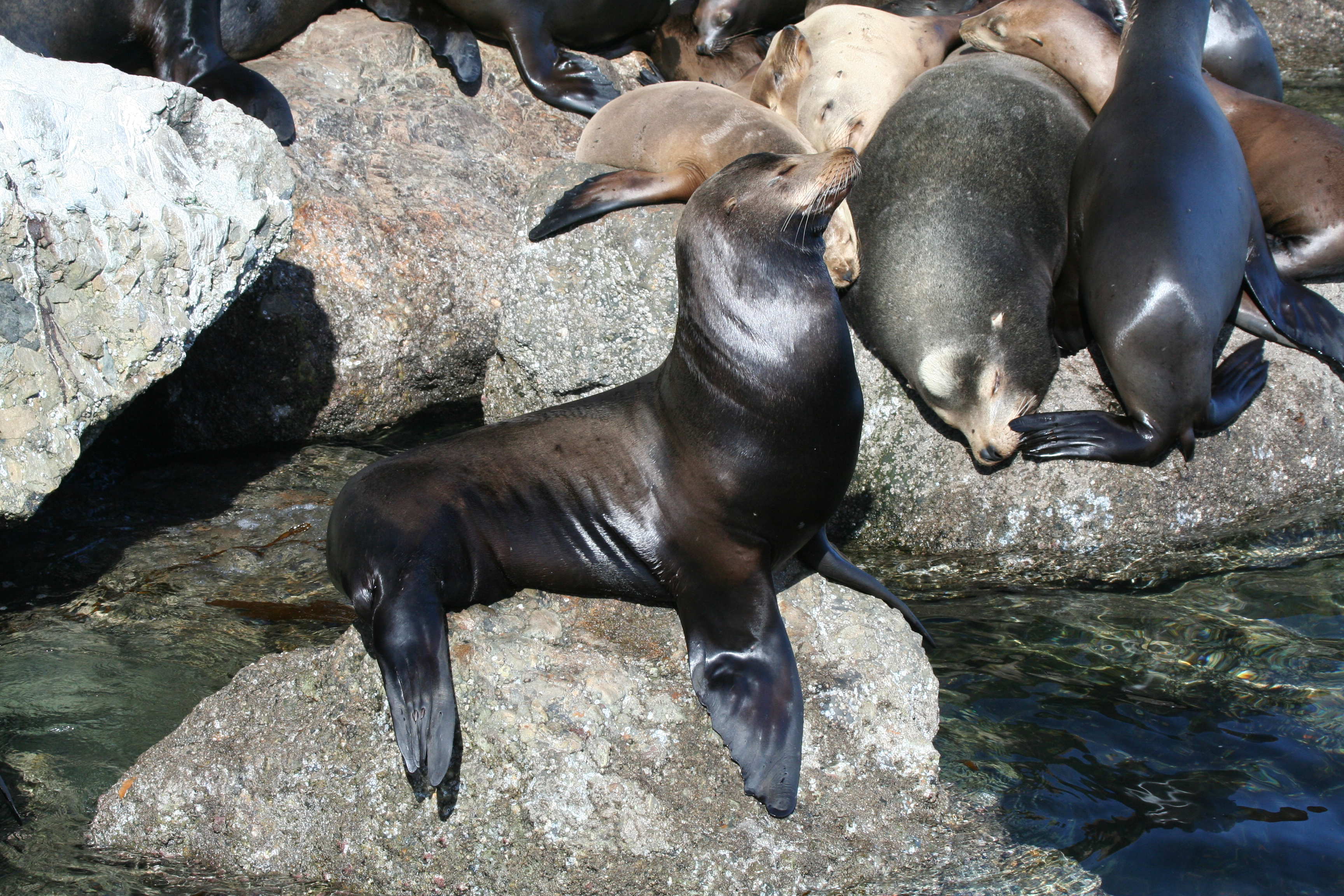
Californische zeeleeuw
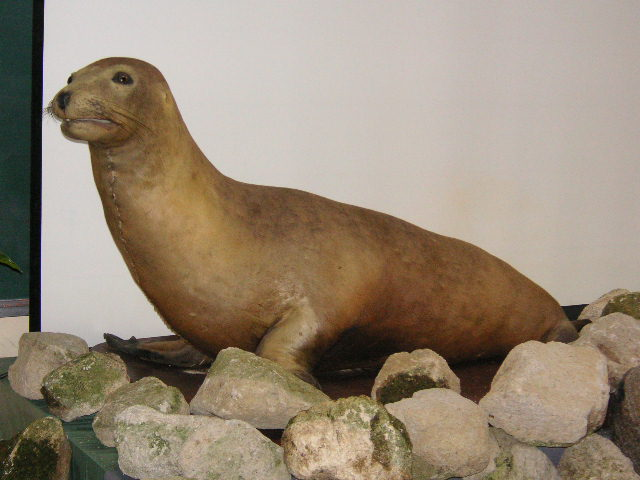
Opgezette Japanse zeeleeuw
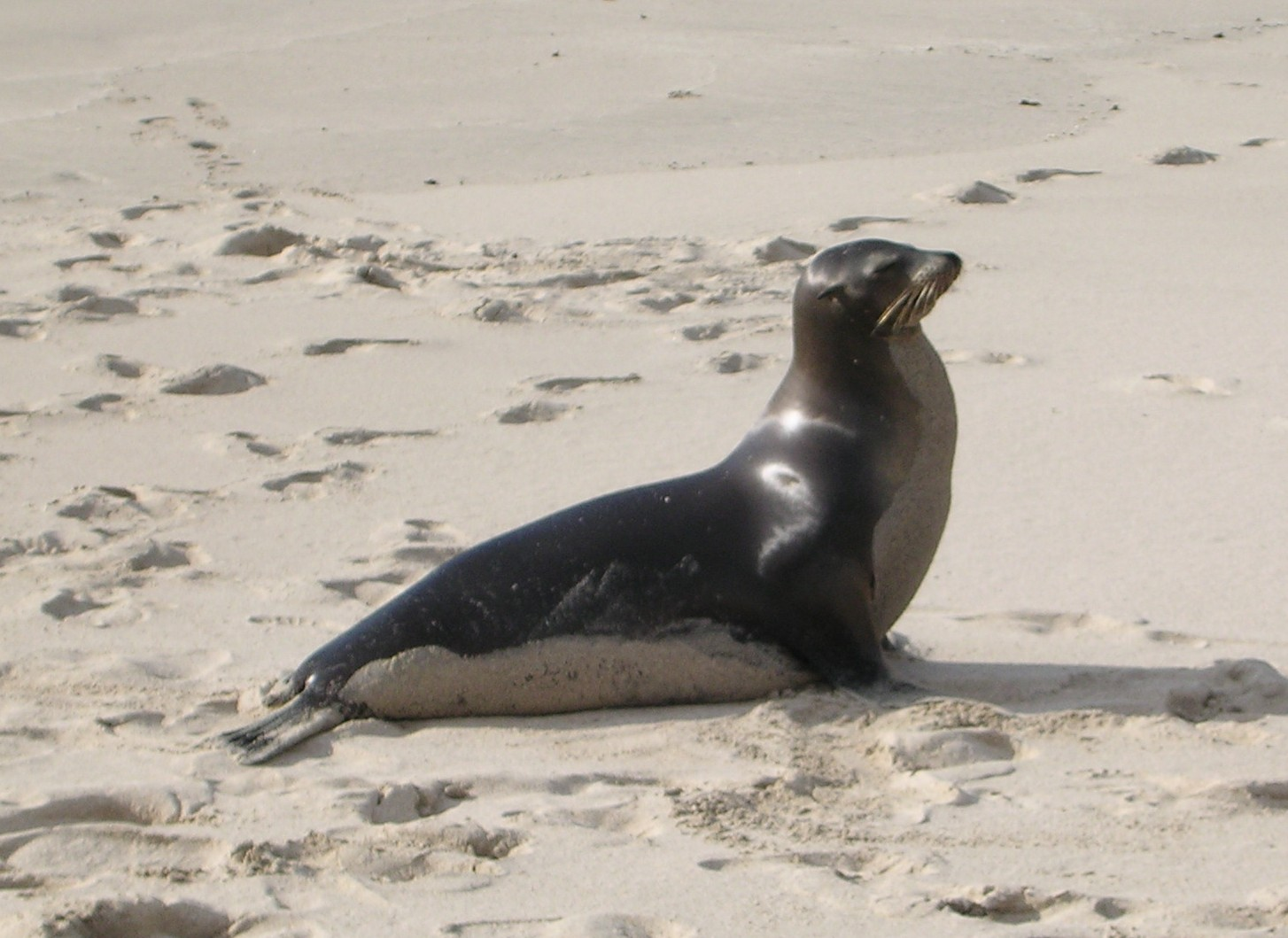
Galápagos zeeleeuw